# Selekce na pozadí
Selekce na pozadí popisuje ztrátu genetické diverzity na neškodlivém loku zapříčiněnou negativní selekcí proti spojitým škodlivým alelám. Je to forma genetického draftu, kde je naléhavost eliminace alely záleží na spojených alelách. Název fenoménu zdůrazňuje fakt, že na přežití genu (alely) hraje jeho "genetické pozadí" velkou roli. V některých případech je ale termínem myšleno i pokud je neutrální variace eliminována v důsledku negativní selekci proti blízkým (na loku) alelám.